# Kitakami
Pour les articles homonymes, voir Kitakami (homonymie).
Kitakami (北上市, Kitakami-shi) est une ville située dans la préfecture d'Iwate, au Japon.

## Géographie

### Situation
Kitakami est située dans le sud-ouest de la préfecture d'Iwate, sur l'île de Honshū, à la confluence du fleuve Kitakami et de la rivière Waga, au Japon.

### Démographie
En mai 2019, la population de la ville de Kitakami était de 92 446 habitants, répartis sur une superficie de 437,55 km2.

## Histoire
Le bourg de Kitakami a été officiellement fondé en 1889. Il obtient le statut de ville le 1er avril 1954.

## Culture locale et patrimoine

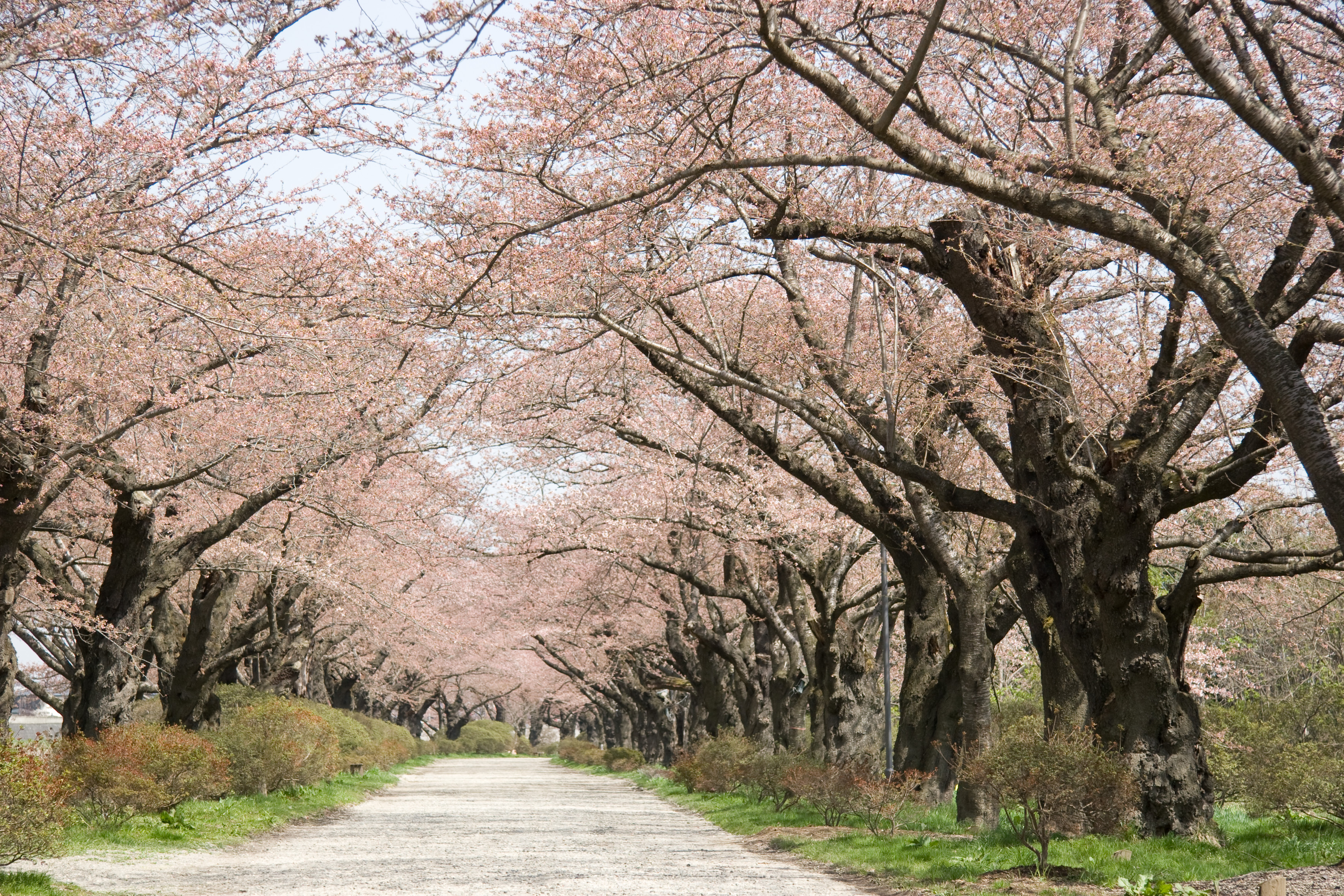
Cerisiers du parc Tenshochi.

Le parc Tenshochi est célèbre pour ses cerisiers en fleur. Un festival (matsuri) s'y déroule de la fin avril à début mai.

## Transports
La gare de Kitakami est desservie par la ligne Shinkansen Tōhoku. La ville est également desservie par les lignes classiques Tōhoku et Kitakami.

## Jumelage
- Concord (États-Unis) depuis 1974[2].

## Personnalités liées à la municipalité
- Tatsuya Yoshida (né en 1961), musicien
- Kia Asamiya (né en 1963), mangaka
- Saori Takahashi (née en 1992), volleyeuse